# Sweet Child o' Mine
«Sweet Child o' Mine» es una canción del grupo de hard rock Guns N' Roses. Fue publicada en su primer álbum, Appetite for Destruction, el 21 de julio de 1987. Es la novena canción en el álbum y el tercer sencillo. «Sweet Child o' Mine» fue el primer sencillo de Guns N' Roses en alcanzar el número uno del Billboard Hot 100, en el cual permaneció durante dos semanas en el verano de 1988. También es la primera canción de la década de los 80' en llegar a mil millones de visitas en el sitio YouTube, lo consiguieron en el año 2019.

## Composición
Fue escrita por Axl, a su entonces novia y después esposa Erin Everly. Slash ha argumentado sentir un desprecio por la canción debido al hecho de que simplemente era un ejercicio técnico y un chiste. En el especial de VH1, afirmó que tocó el riff en una sesión de ensayo a modo de broma. El baterista Steven Adler y Slash estaban en un descanso y Slash comenzó a tocar una melodía tipo «circo» mientras hacía burlas a Steven Adler. Él le dijo que tocara el riff de nuevo, e Izzy Stradlin llegó para unirse con los acordes. Axl se unió y comenzó a cantar el poema que había escrito. En una entrevista para la revista Hit Parade en 1988, el bajista Duff McKagan declaró:

La cosa de Sweet Child, es que fue escrita en cinco minutos. Era una de aquellas canciones más, sólo tres acordes. ¿Sabes ese intro que hace Slash al principio? era un chiste porque pensábamos «¿qué es esta canción?» No será nada, será una canción de relleno para el álbum. Y excepto por la parte vocal, es bastante dulce y sincera, Slash estaba jodiéndonos cuando escribió ese riff por primera vez.

## Video musical
El video fue dirigido por Nigel Dick y se publicó el 11 de abril de 1988. En él se presenta a la banda ensayando en el salón de baile de Huntington en Huntington Beach, rodeado por miembros del equipo. Todas las novias de los miembros de la banda en ese momento aparecen en el videoclip. Rose estaba saliendo con Erin Everly en aquel momento, cuyo padre fue Don Everly, de la célebre banda Everly Brothers. También estaba la novia de Duff, Mandy, que era miembro de la banda de rock femenina The Lame Flames, así como la novia de Steven Adler.
El video tuvo un gran éxito en la MTV y ayudó a lanzar la canción para el éxito en la radio. En un esfuerzo por hacer «Sweet Child o' Mine» más comercial para MTV y las emisoras de radio, la duración de la canción fue cortada de 5:56 a 4:12, lo cual supuso la eliminación de gran parte del solo de guitarra de Slash. Esto provocó la ira de los miembros de la banda, incluyendo Axl Rose, que comentó en una entrevista para la revista Rolling Stone de 1989:

Odio la edición de «Sweet Child o' Mine». Las emisoras de radio decían: «Bueno, tu voz no ha sido cortada». Mi parte favorita de la canción es el solo lento de Slash, es la parte más heavy para mí. No hay ninguna razón para que se elimine, excepto para crear más espacio para los anunciantes, por lo que los propietarios de estaciones de radio pueden obtener más dinero de la publicidad. Cuando te llega la versión cortada de «Paradise City» o la mitad de «Sweet Child o' Mine» y el corte de «Patience», estás siendo jodido.

La edición fue lanzada como remezcla en formato de sencillo de vinilo de 7 pulgadas, mientras que el LP en formato de vinilo de 12 pulgadas contenía la versión más larga.
En una entrevista para el programa de radio de Eddie Trunk de Nueva York en mayo de 2006, Axl Rose aseguró que su idea original para el video se centraba en el tema del narcotráfico. Según Rose, el video iba a presentar a una mujer asiática que llevaba un bebé a un país extranjero, para descubrir al final que el niño estaba muerto y relleno de heroína. Pero esta propuesta fue rechazada por Geffen Records. También existe un video alternativo de «Sweet Child o' Mine» con diferentes tomas, todo en blanco y negro.

## Recepción
La canción ha vendido 2.609.000 de copias digitales en Estados Unidos a fecha de marzo de 2012.
«Sweet Child o' Mine» se encuentra en el puesto número 37 de la lista de los 100 mejores solos de guitarra por Guitar World. También está en el número 3 entre las 500 mejores canciones desde que naciste de Blender, y en el número 198 en la lista de las 500 mejores canciones de todos los tiempos según Rolling Stone. En marzo de 2005 la revista Q lo colocó en el número 6 en su lista de las 100 mejores canciones de guitarra. La introducción del famoso riff también fue votado número uno de todos los tiempos por los lectores de la revista Total Guitar. También se encuentra entre las 40 mejores canciones que cambiaron el mundo en la revista Rolling Stone. En el canal VH1 es la número siete de las 100 mejores canciones de los 80 (100 Greatest Songs of the '80s), y ocupó el puesto número 210 en la lista de canciones del siglo (Songs of the Century) de RIAA. En una reciente encuesta de la BBC, la canción fue elegida por tener el «mejor riff de guitarra de la historia». La canción quedó la primera en los 30 mejores himnos de guitarra de Slash en la revista "Kerrang!". La canción ocupó el número 104 de entre las mejores canciones de todos los tiempos, así como la mejor canción de 1987, en Acclaimed Music. En octubre de 2009 ocupó el primer puesto de los 100 mejores riffs en la revista "Kerrang!". En 2009 fue la mejor canción en una encuesta realizada por la revista The Sun como la mejor canción tocada en guitarra eléctrica.[cita requerida]
Premios
- Ganadora de mejor video de heavy metal, MTV Awards, 1989.
- Nominada al mejor video de grupo, MTV Awards, 1989.
- Ganadora de mejor video de nuevo artista, Billboard Awards, 1990.
- Ganadora de mejor videoclip del año, Burrn readers Poll, 1989.
- Votada en el puesto número 6 de mejor video musical jamás hecho, MTV/TV Guide, 1999.

## En otros medios

### Homenajes musicales
- El riff inicial, puede oírse brevemente al final de la canción de Red Hot Chili Peppers, «Punk Rock Classic» del disco Mother's Milk (1989).
- La canción de 2004 titulada «Axl Rose», de la banda SR-71, contiene parte del riff inicial.
- En la canción country «Start a Band» (2008), de Keith Urban, se puede escuchar un tributo al riff.
- En la canción «S.C.O.M.», del mixtape Fort Minor: We Major (2005), de Fort Minor, se puede escuchar el riff inicial.
- La canción «Death to All but Metal» (2009), de la banda Steel Panther, incluye también el riff.

### Videojuegos
- Una versión aparece en el videojuego Guitar Hero II (2006).
- La canción es un huevo de Pascua en el videojuego Diablo III (2012).

### Televisión
- La canción aparece en el anuncio para televisión de 2011 del coche Toyota Yaris.[3]

### Cine
- La primera vez que esta canción apareció en una película fue en 1988. Sonó durante los créditos de la película de terror estadounidense Bad Dreams.[4]
- Aparece en la película de Sean Penn, Ed Harris y Gary Oldman, State of Grace (1990).
- La versión de Sheryl Crow aparece en la película de Adam Sandler, Un papá genial (1999).
- Apareció también en la película de 2008, The Wrestler. La canción suena cuando Randy Robinson (Mickey Rourke) hace su entrada al ring, al final de la película. Rourke, que es amigo de Axl Rose, le persuadió para que la canción apareciese en la película.[5] El mismo Rourke utilizaba esta canción en sus entradas al ring, durante su etapa como boxeador a principio de los 90.
- En la película Step Brothers (2008), Derek y su familia cantan esta canción durante un viaje en coche.
- La versión realizada por Taken by Trees aparece al final de la película Life as We Know It (2010). Esta versión también se utilizó en el tráiler del remake de 2009 de The Last House on the Left.
- El riff de introducción se puede oír en la película de 2010 Los viajes de Gulliver, protagonizada por Jack Black.
- La canción aparece en la película de 2015 La gran apuesta, cuando Mark Baum (Steve Carell) se da cuenta de que existe una burbuja inmobiliaria que puede explotar en cualquier momento y será la causa de la crisis financiera de 2008.
- Una versión más lenta y acústica, interpretada por los actores, aparece en la película de 2016 Captain Fantastic, protagonizada por Viggo Mortensen.
- En 2022 forma parte del tráiler promocional, y una de las cuatro canciones de la misma banda, que conforman la banda sonora de la película Thor: Love and Thunder.[6]

## Versiones
- En 1999, la canción fue versionada por Sheryl Crow y regrabada por los miembros de la banda en ese momento, para la película Un papá genial; esta versión fue incluida en el tercer álbum de estudio de Sheryl, The Globe Sessions. Con esta versión obtuvo un Grammy a la mejor interpretación de rock femenina.[7]
- El proyecto en solitario de Victoria Bergsman, llamado Taken by Trees, lanzó como sencillo una versión de esta canción en 2009. Alcanzó el número 23 en las listas del Reino Unido.[8]
- Durante el show del descanso de la Super Bowl XLV (2011), en la actuación de The Black Eyed Peas, el guitarrista Slash se unió a Fergie para versionar esta canción.[9]
- La versión acústica interpretada por el reparto de Captain Fantastic (2016) salió a la venta como parte de la BSO de la película.[10]

## Listas
| Listas (1988–2014)                                    | Posición |
| ----------------------------------------------------- | -------- |
| Australia (ARIA)                                      | 11       |
| Austria (Ö3 Austria Top 40)                           | 11       |
| Bélgica (Flandes) (Ultratop 50)                       | 36       |
| Canadá (RPM Top 100 Singles)                          | 7        |
| Irlanda (IRMA)                                        | 4        |
| Nueva Zelanda (Recorded Music NZ)                     | 5        |
| Países Bajos (Mega Single Top 100)                    | 20       |
| España (Top 100 Canciones)                            | 30       |
| Suecia (Sverigetopplistan)                            | 27       |
| Suiza (Schweizer Hitparade)                           | 15       |
| Reino Unido (UK Singles Chart)                        | 6        |
| Estados Unidos (Billboard Hot 100)                    | 1        |
| Estados Unidos (Billboard Hot Mainstream Rock Tracks) | 7        |
| Reino Unido (UK Rock Chart)                           | 1        |

### Certificaciones
| País | Certificación | Ventas    |
| --- | ------------- | --------- |
| Italia (FIMI) | 2x Platino    | 100 000   |
| United Kingdom | Platino       | 600 000   |
| Estados Unidos (RIAA) | Platino       | 1 000 000 |
| *las cifras de ventas sobre la base de la certificación por sí sola ^cifras de envíos sobre la base de la certificación por sí sola xcifras no especificadas sobre base de la certificación por sí sola |               |           |

## Miembros
- Axl Rose: voz.
- Slash: guitarra eléctrica.
- Izzy Stradlin: guitarra rítmica.
- Duff McKagan: bajo y voz de fondo.
- Steven Adler: batería.